# Angitola (fiume)
L'Angitola è un piccolo fiume dell'Italia meridionale, in Calabria, che nasce dal monte Pizzinni (San Nicola da Crissa) e si getta nel golfo di Sant'Eufemia, presso la stazione di Francavilla Angitola, nel mar Tirreno, dopo un corso di 20 km.
Riceve a sinistra il torrente Fallà e il fosso Scuotrapiti, a destra la fiumara Reschia. Lungo il corso del fiume Angitola, all'estremità meridionale della piana di Sant'Eufemia, si trova il lago Angitola (esteso per 196 ettari).
Il fiume Angitola è legato ai moti del 1848 e agli scontri fra le truppe rivoluzionarie guidate da Francesco Stocco e Ferdinando Bianchi e le truppe borboniche comandate dal generale Alessandro Nunziante.